# Нитрат лития
Нитрат лития — соль щелочного металла лития и азотной кислоты с формулой LiNO3. Эта гигроскопичная соль используется в пиротехнике для придания пламени красного цвета.
Образует кристаллогидрат LiNO3·3H2O.

## Получение
- Нитрат лития можно получить по реакции карбоната лития[2] или гидроксида лития[3] с азотной кислотой:

Li2CO3 + 2 HNO3 → 2 LiNO3 + CO2 + H2O
LiOH + HNO3 → LiNO3 + H2O
- Также взаимодействием металлического лития или его оксида с азотной кислотой:

21Li + 26HNO3 → 21LiNO3 + NO↑ + N2↑ + N2O↑ + 13H2O
Li2O + 2HNO3 → 2LiNO3 + H2O
- Взаимодействие лития с азотной кислотой:

8Li + 10HNO3 → 8LiNO3 + N2O+5H2O

## Свойства
При термическом разложении LiNO3 образует оксид лития (Li2O), диоксид азота и кислород:
4 LiNO3 → 2 Li2O + 4 NO2 + O2
Нитраты других щелочных металлов разлагаются иначе, с образованием нитритов и кислорода. Это объясняется относительно малым размером катиона лития, который является сильно поляризующим, что способствует образованию оксида при разложении.